# Marc Nordqvist
Marc Nordqvist, né le 1er juin 1997 à Mariehamn (Finlande), est un footballeur finlandais, qui évolue au poste de gardien de but au sein de l'IFK Mariehamn.

## Biographie

### En club
Il signe son premier contrat professionnel avec son club formateur, l'IFK Mariehamn, en 2015.
En 2016, il s'engage en prêt pour le FC Åland.

## Statistiques
| Saison                | Club                  | Championnat           | Championnat | Championnat | Coupe(s) nationale(s) | Coupe(s) nationale(s) | Compétition(s) continentale(s) | Compétition(s) continentale(s) | Compétition(s) continentale(s) | Total | Total |
| Saison                | Club                  | Division              | M.          | B.          | M.                    | B.                    | Comp.                          | M.                             | B.                             | M.    | B.    |
| 2014                  | IFK Mariehamn         | Veikkausliiga         | 1           | 0           | 2                     | 0                     | -                              | -                              | -                              | 3     | 0     |
| 2015                  | IFK Mariehamn         | Veikkausliiga         | 0           | 0           | 0                     | 0                     | -                              | -                              | -                              | 0     | 0     |
| 2016                  | IFK Mariehamn         | Veikkausliiga         | 0           | 0           | 4                     | 0                     | -                              | -                              | -                              | 4     | 0     |
| 2017                  | IFK Mariehamn         | Veikkausliiga         | 7           | 0           | 2                     | 0                     | C1                             | 1                              | 0                              | 10    | 0     |
| 2018                  | IFK Mariehamn         | Veikkausliiga         | 2           | 0           | 3                     | 0                     | -                              | -                              | -                              | 5     | 0     |
| Sous-total            | Sous-total            | Sous-total            | 10          | 0           | 8                     | 0                     | -                              | 1                              | 0                              | 19    | 0     |
| 2016                  | FC Åland (prêt)       | Kakkonen              | 18          | 0           | 0                     | 0                     | -                              | -                              | -                              | 18    | 0     |
| Sous-total            | Sous-total            | Sous-total            | 18          | 0           | 0                     | 0                     | -                              | 0                              | 0                              | 18    | 0     |
| Total sur la carrière | Total sur la carrière | Total sur la carrière | 28          | 0           | 8                     | 0                     | -                              | 1                              | 0                              | 37    | 0     |